# مجريطي (كوكب غير شمسي)
إبسلون اندروميدا دي (بالإنجليزية: Upsilon Andromedae d)‏، ويسمى آيضا Majriti  (المجريطي) نسبة إلى أبو القاسم مسلمة بن أحمد المجريطي (338 هـ - عام 398 هـ) فلكي وكيميائي ورياضياتي أندلسي.
إبسلون اندروميدا دي كوكب مشتري هائل خارج المجموعة الشمسية يدور داخل منطقة قابلة للسكنى حول النجم الشبية بالشمس تطوان.ويقع على بعد حوالي 44 سنة ضوئية (13.5 فرسخ فلكي، أو ما يقرب من 4.163×1014 كم) عن الارض في كوكبة المرأة المسلسلة. قدم هذا الاكتشاف أول نظام كوكبي متعدد يتم اكتشافه حول نجم من نجوم النسق الأساسي، وأول نظام من هذا القبيل معروف في نظام نجمي متعدد.تم العثور على هذا الكوكب خارج المجموعة الشمسية باستخدام طريقة السرعة الشعاعية، حيث أشارت تأثيرات دوبلر لخطوط طيف النجم المضيف وجود جرم في المدار.

## التسمية
في يوليو 2014 أطلق الاتحاد الفلكي الدولي عملية لإعطاء أسماء الأعلام لبعض الكواكب الخارجية والنجوم التي تستضيفهم. العملية تتضمن مشاركة الجمهور لترشيح والتصويت لأسماء جديدة.، في ديسمبر 2015، أعلن الاتحاد الفلكي الدولي الاسم الفائز الذي كان Majriti لهذا الكوكب. قدم الاسم الفائز من قبل نادي علم الفلك فيغا المغربي، تكريما لعالم القرن العاشر مسلمة المجريطي.

## الخصائص

### الكتلة ونصف القطر ودرجة الحرارة
إبسلون اندروميدا دي كوكب مشتري هائل خارج المجموعة الشمسية نصف قطره وكتلتة أكبر من كوكب المشتري. ودرجة حرارتة 218 ك (-55 درجة مئوية، -67 درجة فهرنهايت).
ولديه كتلة تعادل 10.25 MJ ومن المرجح ان نصف القطر يعادل 1.02 RJ بناء على كتلته.

### النجم المضيف
الكوكب في مدار حول نجم من النوع-F يدعى تطوان. تبلغ كتلة النجم 1.27:{\displaystyle M_{\bigodot }}

ونصف قطره حوالي 1.48 {\displaystyle R_{\odot }}
ودرجة حرارتة 6074 ك ،وعمرة حوالي 3.12 مليار سنة تقريبا، وبالمقارنة فإن الشمس عمرها 4.6 مليار سنة. ودرجة حرارتها 5778 ك.
النجم غنى قليلا بالمعادن بمعدنية {\displaystyle [\mathrm {Fe} /\mathrm {H} ]=0.09}، أو حوالي 123% مقارنة مع مقدار معدنية الشمس، ولمعانة يعادل 3.57 مرة (L☉).
القدر الظاهري للنجم أو مقدار لمعانة عند رؤيته من الأرض هو 4.09. لذلك النظام النجمي إبسلون اندروميدا يمكن رؤيته بالعين المجردة.

### المدار
إبسلون اندروميدا دي يدور حول نجمه دورة واحدة كل ما يقرب من 3.5 سنة (حوالي 1276 يوما)، في مدار منحرف. أكثر انحرافا من أي من الكواكب المعروفة في النظام الشمسي.
لشرح الانحراف المداري للكوكب، اقترح البعض حدوث لقاء قريب مع كوكب يعتبر الآن مفقود في مدار خارجي حول النجم تطوان، هذا اللقاء نقل إبسلون اندروميدا دي إلى مدار قريب حول النجم وأطلق الكوكب الأخر بعيدآ.

## قابلية سكن الكوكب

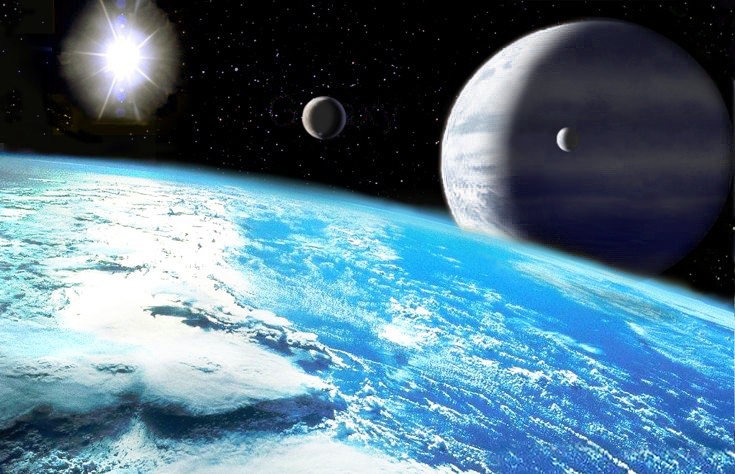
انطباع فني لقمر خارج المجموعة الشمسية يحتمل أن يكون صالح للسكن يدور حول عملاق غازي.

إبسلون اندروميدا دي يدور داخل منطقة قابلة للسكنى حول النجم الشبية بالشمس إبسلون اندروميدا A. وكما هو محدد للعوالم الشبية بالأرض فأن هذا يعتمد على قدرة احتفاظ الكوكب بالماء السائل على سطحه. وعلى أساس كمية الأشعة فوق البنفسجية الواردة من النجم.
وللحصول على مدار مستقر، فإن النسبة بين الفترة المدارية الابتدائية لقمر (حول الكوكب)، والفترة المدارية للكوكب حول النجم يجب أن تكون <1/9، على سبيل المثال: إذا كان الكوكب يستغرق 90 يوما للدوران حول نجمه، الحد الأقصى لمدار مستقر لأحد أقمار هذا الكوكب هو أقل من 10 أيام.
وتشير المحاكاة أن قمرآ لة فترة مدارية أقل من حوالي 45 إلى 60 يوما سيبقى مقيد بأمان إلى كوكب عملاق ضخم أو قزم بني يدور على مسافة 1 وحدة فلكية من نجم يشبة الشمس.
في حالة إبسلون اندروميدا دي، فإن الفترة المدارية من الضروري أن تكون ما لا يزيد عن 120 يوما (حوالي 4 أشهر) من أجل الحصول على مدار مستقر.
ويمكن أن تسمح تأثيرات المد والجزر للقمر بأن يحفاظ على الصفائح التكتونية، التي من شأنها أن تسبب النشاط البركاني لتنظيم درجة حرارة القمر. وخلق تأثير الدينامو الذي من شأنه أن يعطي القمر حقل مغناطيسي قوي.
ولدعم مناخ يشبه الأرض لحوالي 4.6 مليار سنة (عمر الأرض)، فإن القمر يجب ان يكون لدية كثافة تشابه كثافة المريخ وما لا يقل عن كتلة تعادل 0.07 M⊕. وطريقة أخرى لتقليل من خسائر الرشرشة أن يكون للقمر حقل مغناطيسي قوي يمكن أن يحرف الرياح النجمية وأحزمة الإشعاع.
نتائج قياسات مسبار ناسا غاليليو تشير أن الأقمار الكبيرة لديها مجالات مغناطيسية. فلقد وجدت أن لقمر المشتري جانيميد غلاف مغنطيسي خاص به، على الرغم من أن كتلته هي فقط 0.025 M⊕

## الاكتشاف والدراسات الاحقة
اكتشف إبسلون اندروميدا دي في أبريل 15, 1999. وكمثل معظم الكواكب خارج المجموعة الشمسية المعروفة، تم الكشف عن إبسلون اندروميدا دي برصد التغيرات في قياس السرعة الشعاعية للنجم وأنها ناتجة عن جاذبية كوكب. وقد تم ذلك عن طريق عمل قياسات دقيقة لتأثير دوبلر لخطوط طيف النجم المضيف (إبسلون اندروميدا A). في وقت الاكتشاف كان معروفا بالفعل ان النجم (تطوان) يستضيف كوكب خارج المجموعة الشمسية واحد، وهو الكوكب المشتري الحار صفار أو إبسلون اندروميدا بي ومع ذلك، بحلول عام 1999، كان واضحا أن هذا الكوكب الداخلي لا يمكن أن يفسر وبشكل كامل قياسات منحنى السرعة الشعاعية.
في عام 1999، علماء الفلك في كل من جامعة ولاية سان فرانسيسكو ومركز هارفارد-سميثونيان للفيزياء الفلكية خلصوا وبشكل مستقل أن نموذج كوكبي ثلاثي أفضل ما يناسب البيانات. واطلق على الكوكبين الجديدين إبسلون اندروميدا سي وإبسلون اندروميدا دي.
وتشير القياسات الفلكية الأولية بأن مدار إبسلون اندروميدا دي قد يميل 155.5 درجة إلى مستوى السماء. على أية حال؛ في وقت لاحق أثبتت هذه القياسات جدواها فقط بالنسبة للحدود العليا ولا قيمة لها بالنسبة للكوكب الخارجي HD 192263 b وربما الكوكب السرطان 55 c.
الميل الحقيقي لإبسلون اندروميدا دي حدد بي 23.8 درجة بعد دراسة النتائج المجمعة من قياسات تلسكوب هابل الفضائي وقياسات السرعة الشعاعية.

## معلومات
1. ↑  كتلة المشتري وهي تعادل (1.8986×1027 كلغم.
2. ↑  كتلة شمسية وتعادل
{\displaystyle M_{\bigodot }=1,9891\times 10^{30}{\hbox{ kg}}}
3. ↑  نصف قطر شمسي 695,700,000 متر
4. ↑  ضياء شمسي السطوع الشمسي ويرمز له بالرمز L☉ ) هو وحدة تستخدم لقياس سطوع النجوم في علم الفلك، حيث تماثل سطوع الشمس أو ضياء الشمس الذي يبلغ 3.846×1026 واط.
5. ↑  كتلة الأرض ما يقرب من 6000 تريليون طن.

## اقرأ أيضا
- عناق الأرض (نجم)